# Palaemonella spinulata
Palaemonella spinulata är en kräftdjursart som beskrevs av Yokoya 1936. Palaemonella spinulata ingår i släktet Palaemonella och familjen Palaemonidae. Inga underarter finns listade i Catalogue of Life.